# Акгюн, Юнус
Юнус Акгюн (тур. Yunus Akgün; род. 7 июля 2000, Кючюкчекмедже, Стамбул) — турецкий футболист, полузащитник клуба «Галатасарай» и сборной Турции. Участник чемпионата Европы 2024.

## Клубная карьера
Акгюн — воспитанник футбольной академии стамбульского «Галатасарай». 5 августа 2018 года дебютировал в основном составе «жёлто-красных» в матче Суперкубка Турции против клуба «Акхисар Беледиеспор». 29 января 2019 года Акгюн сделал хет-трик в матче Кубка Турции против клуба «Болуспор».
В августе 2023 года Акгюн на правах аренды перешёл в английский «Лестер Сити». 2 сентября в матче против «Халл Сити» он дебютировал в английском Чемпионшипе.

## Карьера в сборной
Выступал за сборные Турции до 16, до 17 и до 19 лет.
В 2017 году Акгюн в составе юношеской сборной Турции принял участие в юношеском чемпионате Европы в Хорватии. На турнире он сыграл в матчах против команд Испании, Италии, Англии Хорватии и Венгрии.
В том же году Акгюн принял участие в юношеском чемпионате мира в Индии. На турнире он сыграл в матчах против команд Новой Зеландии, Мали и Парагвая.
25 сентября 2022 года в матче Лиги Наций УЕФА против Фарерских Островов Юнус дебютировал в национальной сборной Турции. 7 июня в матче против сборной Литвы он забил первый гол сборную.

## Достижения
«Галатасарай»
- Чемпион Турции (3): 2018/19, 2022/23, 2024/25
- Обладатель Кубка Турции (2): 2018/19, 2024/25
- Обладатель Суперкубка Турции: 2018

«Адана Демирспор»
- Победитель Первой лиги Турции: 2020/21

«Лестер Сити»
- Победитель Чемпионшипа: 2023/24